# Magdalena Fręch
Magdalena Fręch, née le 15 décembre 1997 à Łódź, est une joueuse polonaise de tennis.

## Carrière professionnelle
Magdalena Fręch dispute son premier match sur le circuit WTA en 2013 sur l'épreuve de double lors du tournoi de Katowice.
Elle atteint et remporte sa première finale en catégorie WTA 125 en 2021 lors du tournoi de Concord.
Elle fait partie de l'équipe de Pologne de Fed Cup. En 2021, elle remporte ses trois matchs face au Brésil lors de la rencontre de barrages et permet à son équipe de se qualifier pour le groupe mondial 2022.
En 2022, associée à la Brésilienne Beatriz Haddad Maia, elle atteint les huitièmes de finale à Wimbledon, en double dames.
Elle atteint lors de l'Open d'Australie 2024 pour la première fois de sa carrière la deuxième semaine en Grand Chelem.
Elle renverse pour cela difficilement l'invitée locale Daria Saville (6-7, 6-3, 7-5), sort la Française Caroline Garcia (6-4, 7-6), ancienne numéro quatre mondiale et la qualifiée Russe Anastasia Zakharova, autre surprise à ce stade (4-6, 7-5, 6-4). Confrontée à l'Américaine Coco Gauff, vainqueur de l'US Open en fin de saison dernière, elle s'incline logiquement (1-6, 2-6).
Elle joue fin juillet le tournoi de Prague et doit lutter pour se défaire de l'Australienne Astra Sharma (6-4, 2-6, 6-2), de la jeune locale Dominika Salkova (6-4, 6-7, 2-2 ab.) mais également de l'Ukrainienne Anhelina Kalinina (2-6, 6-0, 6-1) et de l'invitée locale surprise du tournoi Laura Samson (3-6, 6-0, 4-2 ab.), âgée de tout juste seize ans. Elle parvient ainsi pour la première fois de sa vie en finale d'un WTA 250 et y rencontre sa compatriote Magda Linette contre qui elle s'incline sèchement (2-6, 1-6) dans la première finale de l'histoire de la WTA entre polonaises.
Elle confirme ses progrès en parvenant en finale pour la deuxième fois de la saison en septembre à Guadalajara, un WTA 500. Elle se défait de deux Américaines, Emina Bektas (6-4, 6-4) et de la jeune Ashlyn Krueger contre qui elle lâche son seul set du tournoi (3-6, 6-3, 6-1). Elle se débarrasse d'une autre jeune joueuse, Marina Stakusic (6-4, 6-3), invitée en quarts puis de l'ancienne numéro quatre Caroline Garcia (7-6, 7-5) comme à l'Open d'Australie. Elle affronte en finale la surprise Australienne qualifiée Olivia Gadecki qui joue sa première finale sur le circuit en simple et la sort (7-6, 6-4) pour s'adjuger son premier titre en carrière.
Début octobre, elle dispute pour la première fois Wuhan et écarte facilement la qualifiée Japonaise Mai Hontama (6-0, 6-4) avant d'éliminer coup sur coup Emma Navarro, demi-finaliste à l'US Open (6-4, 3-6, 6-3), sa première victoire sur une joueuse du Top 10, ainsi que la Brésilienne Beatriz Haddad Maia (6-3, 6-2). Elle ne fait cependant pas le poids contre Aryna Sabalenka (2-6, 2-6), vainqueur plus tôt dans la saison de son troisième Grand Chelem à l'US Open.

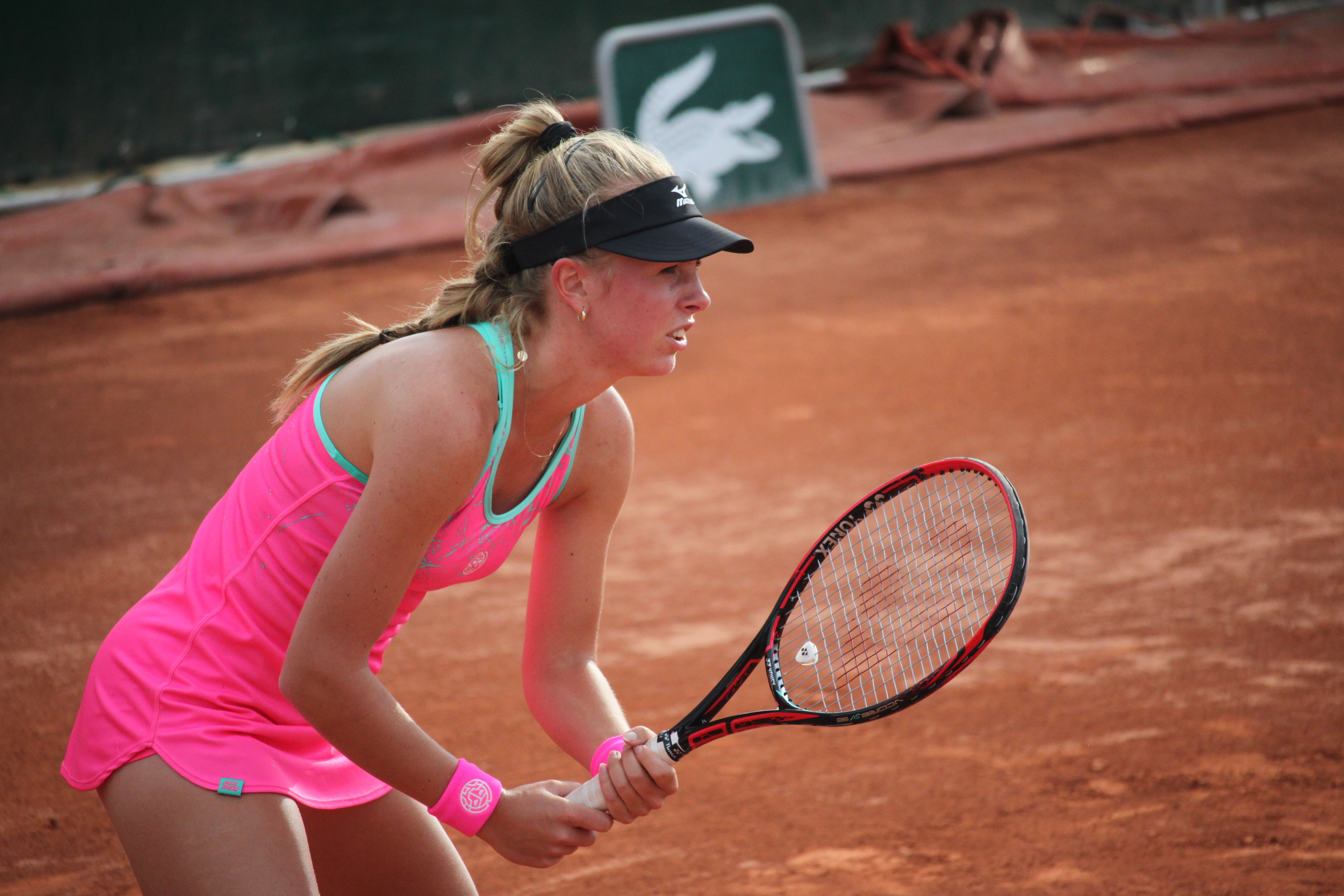
Magdalena Fręch à Roland-Garros en 2018

## Palmarès

### Titre en simple dames
| No | Date       | Nom et lieu du tournoi              | Catégorie | Dotation  | Surface    | Finaliste      | Score     |          |
| -- | ---------- | ----------------------------------- | --------- | --------- | ---------- | -------------- | --------- | -------- |
| 1  | 09-09-2024 | Guadalajara Open Akron, Guadalajara | WTA 500   | 922 573 $ | Dur (ext.) | Olivia Gadecki | 7-65, 6-4 | Parcours |

### Finale en simple dames
| No | Date       | Nom et lieu du tournoi   | Catégorie | Dotation  | Surface      | Vainqueure    | Score    |          |
| -- | ---------- | ------------------------ | --------- | --------- | ------------ | ------------- | -------- | -------- |
| 1  | 21-07-2024 | Prague Open 2024, Prague | WTA 250   | 267 082 $ | Terre (ext.) | Magda Linette | 6-2, 6-1 | Parcours |

### Titre en simple en WTA 125
| No | Date       | Nom et lieu du tournoi       | Catégorie | Dotation  | Surface    | Finaliste      | Score     |          |
| -- | ---------- | ---------------------------- | --------- | --------- | ---------- | -------------- | --------- | -------- |
| 1  | 02-08-2021 | Thoreau Tennis Open, Concord | WTA 125   | 115 000 $ | Dur (ext.) | Renata Zarazúa | 6-3, 7-64 | Parcours |

### Tournois ITF
Magdalena Fręch a remporté 5 titres ITF en simple et 4 en double.

## Parcours en Grand Chelem

### En simple dames
| Année | Open d'Australie | Open d'Australie     | Internationaux de France | Internationaux de France | Wimbledon       | Wimbledon           | US Open         | US Open           |
| ----- | ---------------- | -------------------- | ------------------------ | ------------------------ | --------------- | ------------------- | --------------- | ----------------- |
| 2018  | 1er tour (1/64)  | Carla Suárez Navarro | 2e tour (1/32)           | Sloane Stephens          | Q1              | Dayana Yastremska   | Q1              | Danielle Lao      |
| 2019  | Q1               | Anna Zaja            | Q1                       | Richèl Hogenkamp         | Q1              | Arantxa Rus         | 1er tour (1/64) | Laura Siegemund   |
| 2020  | Q1               | Mayo Hibi            | Q1                       | Nadia Podoroska          | Annulé          | Annulé              | —               | —                 |
| 2021  | —                | —                    | Q3                       | Irina Bara               | Q2              | Arina Rodionova     | Q1              | Lara Arruabarrena |
| 2022  | 1er tour (1/64)  | Simona Halep         | 1er tour (1/64)          | Angelique Kerber         | 3e tour (1/16)  | Simona Halep        | 1er tour (1/64) | Rebecca Marino    |
| 2023  | Q2               | Sachia Vickery       | 2e tour (1/32)           | Kamilla Rakhimova        | 1er tour (1/64) | Ons Jabeur          | 2e tour (1/32)  | Karolína Muchová  |
| 2024  | 1/8 de finale    | Coco Gauff           | 1er tour (1/64)          | Daria Kasatkina          | 1er tour (1/64) | Beatriz Haddad Maia | 1er tour (1/64) | Greet Minnen      |
| 2025  | 3e tour (1/16)   | Mirra Andreeva       | 2e tour (1/32)           | Markéta Vondroušová      | 1er tour (1/64) | Victoria Mboko      |                 |                   |

N.B. : à droite du résultat se trouve le nom de l'ultime adversaire.

### En double dames
| Année | Open d'Australie | Open d'Australie | Internationaux de France                                                            | Internationaux de France                                                   | Wimbledon                                                                          | Wimbledon | US Open | US Open |
| ----- | ---------------- | ---------------- | ----------------------------------------------------------------------------------- | -------------------------------------------------------------------------- | ---------------------------------------------------------------------------------- | --------- | ------- | ------- |
| 2022  | —                | —                | —                                                                                   | —                                                                          | 1/8 de finale B. Haddad Maia \|\| style="text-align:left;" \| N. Melichar E. Perez | —         | —       |         |
|       |                  |                  |                                                                                     |                                                                            |                                                                                    |           |         |         |
| 2024  | —                | —                | 1er tour (1/32) V. Tomova \|\| style="text-align:left;" \| S. Kenin B. Mattek-Sands | 1er tour (1/32) K. Kawa \|\| style="text-align:left;" \| A. Danilina Xu Y. | —                                                                                  | —         |         |         |

N.B. : le nom de la partenaire se trouve sous le résultat ; les noms des ultimes adversaires se trouvent à droite.

## Parcours en «Premier» et WTA 1000
Les tournois WTA « Premier Mandatory » et « Premier 5 » (entre 2009 et 2020) et WTA 1000 (à partir de 2021) constituent les catégories d'épreuves les plus prestigieuses, après les quatre levées du Grand Chelem. 

De 2009 à 2023, les tournois Premier Mandatory (dits tournois WTA 1000 obligatoires entre 2021 et 2023) regroupent Indian Wells, Miami, Madrid et Pékin, les autres constituant les tournois Premier 5 (tournois WTA 1000 non-obligatoires). À partir de 2024, le nombre de tournois WTA 1000 passe à 10 par saison (fin de l’alternance Doha / Dubaï), ces derniers devenant tous obligatoires et offrant tous 1000 points à la vainqueure (contre 900 points précédemment pour les tournois Premier 5).

### En simple dames
| Année |       |                             |                              |                               |                            |                             |                         |                                 |                           |                            |  |                               |
| Doha  | Dubaï | Indian Wells                | Miami                        | Madrid                        | Rome                       | Canada                      | Cincinnati              | Pékin                           |                           | Wuhan                      |  |                               |
| Doha  | Dubaï | Indian Wells                | Miami                        | Madrid                        | Rome                       | Canada                      | Cincinnati              | Pékin                           | Guadalajara               |                            |  |                               |
| Doha  | Dubaï | Indian Wells                | Miami                        | Madrid                        | Rome                       | Canada                      | Cincinnati              | Pékin                           |                           |                            |  |                               |
| 2019  |       | WTA 500                     | 1er tour (1/32) D. Kasatkina |                               |                            |                             |                         |                                 |                           |                            |  |                               |
|       |       |                             |                              |                               |                            |                             |                         |                                 |                           |                            |  |                               |
| 2021  |       | WTA 500                     |                              | 2e tour (1/32) Ka. Plíšková   |                            |                             |                         |                                 |                           | Annulé                     |  | Annulé                        |
| 2022  |       |                             | WTA 500                      | 2e tour (1/32) M. Vondroušová | 1er tour (1/64) C. Burel   |                             |                         |                                 |                           | Hors calendrier            |  | 2e tour (1/16) D. Collins     |
| 2023  |       | WTA 500                     |                              | 2e tour (1/32) O. Jabeur      | 3e tour (1/16) V. Gracheva | 2e tour (1/32) J. Pegula    | 2e tour (1/32) M. Keys  | 1er tour (1/32) B. Haddad Maia  |                           | 1er tour (1/32) K. Boulter |  | 2e tour (1/16) E. Alexandrova |
| 2024  |       | 1er tour (1/32) V. Azarenka | 3e tour (1/8) E. Rybakina    | 1er tour (1/64) L. Bronzetti  | 1er tour (1/64) C. Giorgi  | 1er tour (1/64) J. Cristian | 2e tour (1/32) C. Gauff | 2e tour (1/16) D. Shnaider      | 2e tour (1/16) Zheng Q.   | 4e tour (1/8) Zhang S.     |  | 1/4 de finale A. Sabalenka    |
| 2025  |       | 2e tour (1/16) M. Linette   | 1er tour (1/32) D. Shnaider  | 2e tour (1/32) L. Bronzetti   | 2e tour (1/32) E.-G. Ruse  | 3e tour (1/16) M. Andreeva  | 3e tour (1/16) Zheng Q. | 2e tour (1/32) Y. Starodubtseva | 2e tour (1/32) S. Cîrstea |                            |  |                               |

Sous le résultat, l’ultime adversaire.
1. 1 2   Les tournois de Doha et Dubaï alternent le statut de tournoi WTA 1000 (ex Premier 5) entre 2009 et 2023 : les trois premières éditions ont lieu à Dubaï, les trois suivantes à Doha, puis Dubaï accueille le tournoi de cette catégorie les années impaires et Dubaï les années paires. De 2011 à 2023, la ville qui n’accueille pas de WTA 1000 organise à la place un tournoi WTA 500 (ex Premier).
2. 1 2 3 4 5 6 7   L’ordre de déroulement des tournois a évolué depuis 2009 : Rome se dispute avant Madrid et Cincinnati avant Montréal/Toronto jusqu’en 2010, tandis que Tokyo (2009-2013)-Wuhan (2014-2019, 2024-)-Guadalajara (2022-2023) ont lieu avant Pékin jusqu’en 2023.
3. 1 2  Du fait de la pandémie de Covid-19, les tournois d’Indian Wells, de Miami, de Madrid, du Canada, de Wuhan et de Pékin sont annulés en 2020. Ces deux derniers le sont également en 2021. Pour des raisons d’organisation, le tournoi de Cincinnati 2020 a exceptionnellement lieu à Flushing Meadows à New York.
4. ↑  Le 1er décembre 2021, le président de la WTA, Steve Simon, annonce que tous les tournois prévus en Chine et à Hong Kong sont suspendus à partir de 2022, en raison de préoccupations concernant la sécurité et le bien-être de la joueuse de tennis chinoise Peng Shuai après ses allégations de relations sexuelles non-consenties avec Zhang Gaoli, membre de haut rang du Parti communiste chinois. Le tournoi de Pékin revient en 2023. Le tournoi de Guadalajara remplace celui de Wuhan pendant deux ans, ce dernier réapparaissant en 2024.

## Parcours aux Jeux olympiques

### En simple dames
| # | Date       | Nom de l'olympiade         | Surface             | Résultat        | Ultime adversaire | Score     |          |
| - | ---------- | -------------------------- | ------------------- | --------------- | ----------------- | --------- | -------- |
| 1 | 27/07/2024 | Olympic Tennis Event Paris | Terre battue (ext.) | 1er tour (1/32) | Viktoriya Tomova  | 6-4, 7-64 | Parcours |

## Records et statistiques

### Victoire sur le top 10
| Légende         |
| Grand Chelem    |
| Jeux olympiques |
| Masters         |
| WTA 1000        |
| WTA 500         |
| WTA 250         |
| Fed Cup         |

|   |       |  | Tournoi | Année | Surface |  | Adversaire     | Rang | Tour | Score         | Tableau |
| - | ----- |  | ------- | ----- | ------- |  | -------------- | ---- | ---- | ------------- | ------- |
| 1 | no 27 |  | Wuhan   | 2024  | Dur     |  | Emma Navarro   | no 8 | 1/16 | 6-4, 3-6, 6-3 | Tableau |
| 2 | no 25 |  | Berlin  | 2025  | Gazon   |  | Mirra Andreeva | no 7 | 1/16 | 2-6, 7-5, 6-0 | Tableau |

## Classements WTA en fin de saison
| Année          | 2014 | 2015 | 2016 | 2017 | 2018 | 2019 | 2020 | 2021 | 2022 | 2023 | 2024 |
| Rang en simple | 493  | 459  | 320  | 166  | 151  | 202  | 156  | 102  | 116  | 63   | 25   |
| Rang en double | 642  | 418  | 529  | 251  | 425  | 867  | 262  | 227  | 525  | 388  | 613  |

Source : (en) Classements de Magdalena Fręch sur le site officiel de la Fédération internationale de tennis